# (21311) Servius
(21311) Servius (1996 XC9) – planetoida z pasa głównego asteroid okrążająca Słońce w ciągu 3,32 lat w średniej odległości 2,23 j.a. Odkryta 4 grudnia 1996 roku.